# Droits LGBT au Tchad
Les personnes lesbiennes, gays, bisexuelles et transgenres (LGBT) au Tchad font face à des difficultés légales que ne connaissent pas les résidents non-LGBT.

## Pénalisation de l'homosexualité

Le drapeau arc-en-ciel à la forme du Tchad.

En 2014, le gouvernement tchadien a souhaité introduire une peine de prison applicable aux personnes reconnues coupables d’homosexualité dans le projet de réforme du Code pénal datant de 1967 et devenu obsolète. Les milieux diplomatiques occidentaux s'étaient alors indignés et avaient contraint le gouvernement à faire marche arrière, sans toutefois le faire renoncer à condamner la pratique. Ainsi, le nouveau code adopté le 12 décembre 2016 maintient la pénalisation de l'homosexualité et la punit d'une peine d'amende.
Pour le gouvernement, cette nouvelle disposition est « un juste dosage entre une opinion publique conservatrice et une communauté internationale intraitable sur la protection des minorités ». Certains hommes politiques tchadiens assument néanmoins leur opposition au texte : ainsi, l'ancien Premier ministre Delwa Kassiré Coumakoye critique une position qu'il qualifie de démagogue et affirme que « l’homosexualité [étant] condamnée par toutes les religions, on n’a pas à pardonner quelque chose que Dieu même rejette, parce que les Occidentaux ont dit ceci, cela... ».

## Mariage entre personnes de même sexe
Le mariage homosexuel n'est pas reconnu au Tchad, et les tentatives d'union entre les personnes de même sexe sont pénalement réprimées. 
Ainsi, en 2013, deux hommes s'apprêtant à célébrer symboliquement un mariage gay à Abéché sont arrêtés par la police et condamnés à deux ans de prison ferme (convertie en prison avec sursis en appel) et 50 000 francs CFA d’amende, provoquant un tollé dans la population, qui ne digère pas leur remise en liberté. Des groupements religieux, de jeunes et de femmes se fendent alors d’une pétition demandant aux autorités de châtier les homosexuels pour « acte ignoble et anti-religieux ». Le Mouvement patriotique du Salut, parti présidentiel, prononce quant à lui la suspension de l’un de ses militants soupçonnés de complicité avec le couple gay.